# Geoffrey Gates (MP)
Geoffrey Gates (c.1550, Bury St Edmunds, Suffolk -?) foi um MP puritano por vários círculos da Cornualha. Ele representou o eleitorado de St Mawes, o eleitorado de West Looe e o eleitorado de Camelford. Ele foi eleito por St Mawes nas eleições gerais de 1572, para West Looe em 1584 e para Camelford em 1586.
Gates também escreveu um tratado chamado The Defense of Militarie Profession.